# Rineloricaria fallax
Rineloricaria fallax är en fiskart som först beskrevs av Steindachner, 1915.  Rineloricaria fallax ingår i släktet Rineloricaria och familjen Loricariidae. Inga underarter finns listade i Catalogue of Life.